# قوانين كاسيني
قوانين كاسيني هي قوانين أسسها جيوفاني كاسيني سنة 1693 وتصف حركة القمر بشكل كامل،. وقد أدخلت تحسينات وتطويرات على هذه القوانين فيما بعد. وأصبحت تستخدم لوصف حركات الكواكب والأقمار.

## قوانين كاسيني
1. يملك القمر رنينا مداريا 1:1 ويعني هذا أن نسبة دوران القمر الذاتي ودورانه في مداره تكون حيث يقابل دائما وجه واحد للقمر الأرض
2. يميل محور دوران القمر بنفس الزاوية على مستوي مسار الشمس. يشكل محور الدوران مخروطا دائريا يتقاطع مع مستوي مسار الشمس.
3. يتشكل مستوي من ناظم السطح على مستوي مدار الشمس، ومستوي مدار القمر والذي يحوي محور دوران القمر.

## حالة كاسيني
إن النظام الذي تتوضح من خلاله هذه القوانين هو حالة كاسيني Cassini state، وهي حالة دوران متطورة يكون محور الدوران فيها طبيعياً، مثل مدار لابلاس الذي يكون مستوياً بينما يظل الميل فيه ثابتاً، يُعرَّف مدار لابلاس بأنه المدار الذي يدور فيه كوكب أو قمر صناعي مع احتفاظه بنفس الميل بشكل ثابت طوال مساره.
يمكن التمييز هنا بين حالتين، فحالة كاسيني 1 تُعرَّف بأنها الحالة التي يكون فيها كلٌّ من محور الدوران والمحور الأساسي للمدار على نفس الجانب بالنسبة لمستوى لابلاس، أما في حالة كاسيني 2 يكون محور الدوران والمحور الأساسي للمدار على جوانب متقابلة بالنسبة لمستوى لابلاس، وإذا أخذنا قمر الأرض كمثال فسنجد أنَّه في حالة كاسيني 2، إنَّ مدار القمر هو المحور الذي يدور به حول الأرض بحركة كوكبية من الغرب إلى الشرق، حيث ينهي دورته كل 27.3 يوماً تقربياً وهو الزمن المعروف بالشهر القمري، ويكون مسار حركة القمر حول الأرض ليس إهليلجياً بشكلٍ كامل لأنَّ القمر يتعرض للعديد من قوى الجذب من الأرض والشمس والكواكب الأخرى.